# Charles Guilbert d'Anelle
Pour les articles homonymes, voir Guilbert.

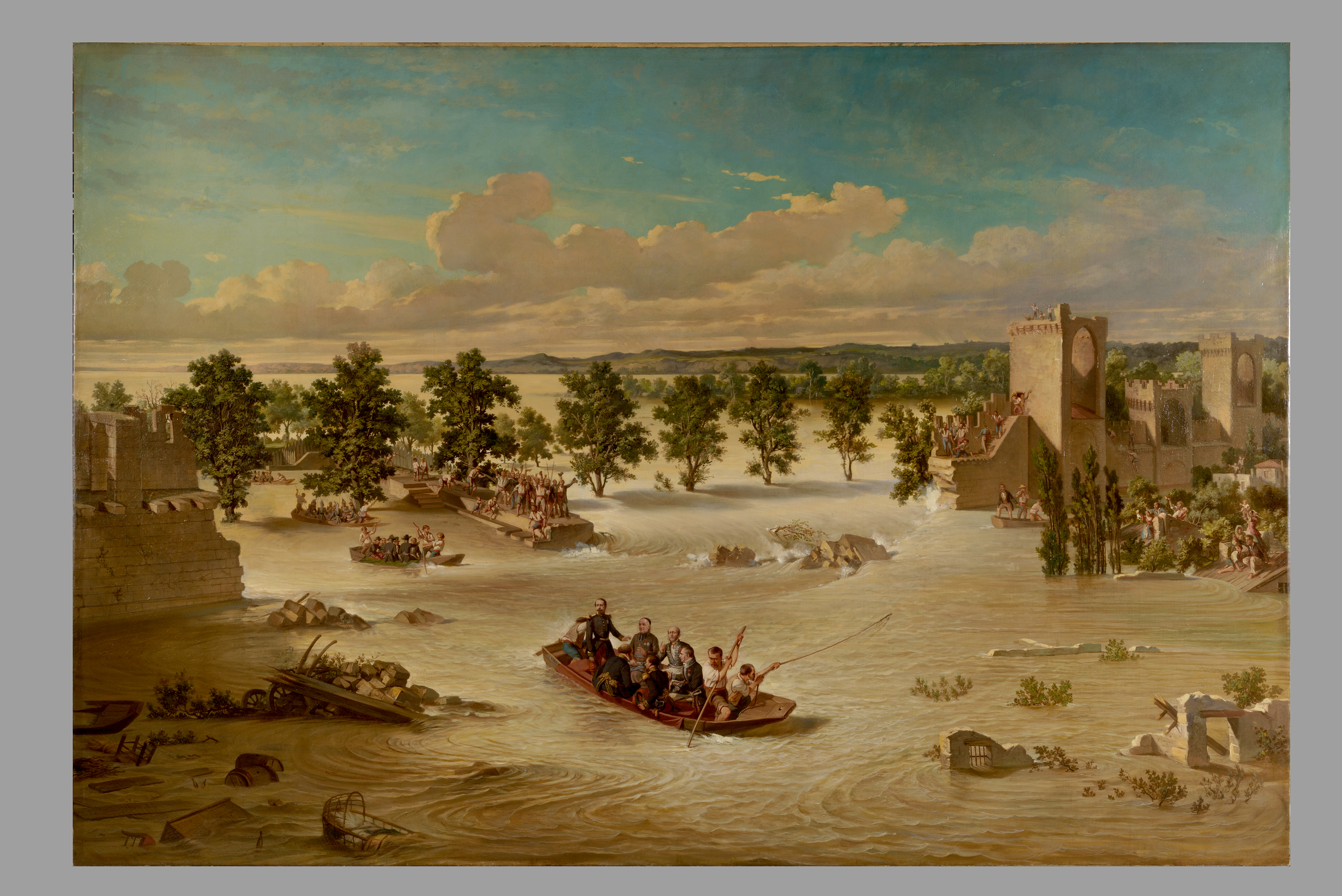
Napoléon visitant les inondés, huile sur toile, Avignon, Musée Calvet.

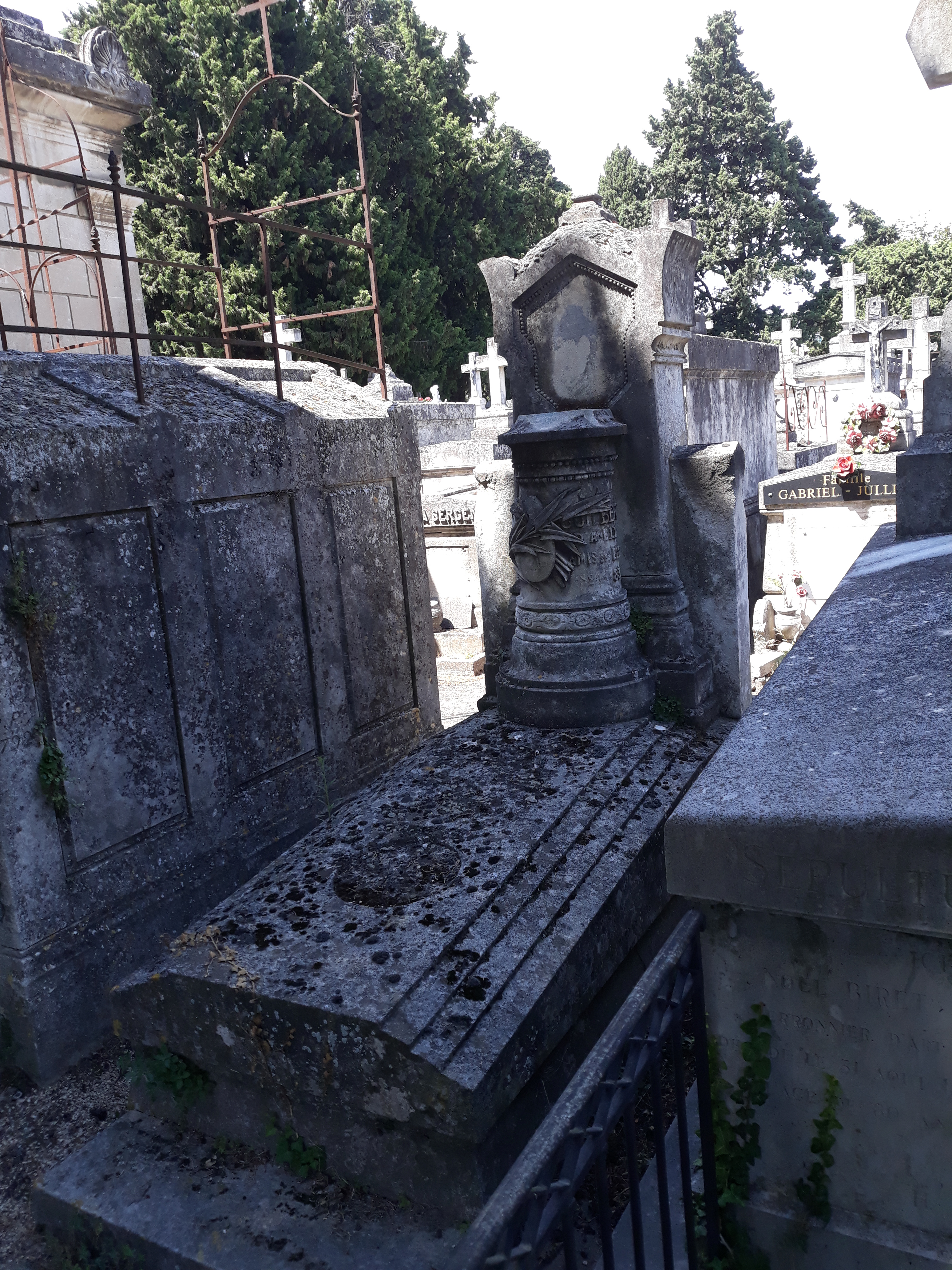
Tombe de Charles Guilbert d´Anelle (buste manquant) au Cimetière Saint-Véran à Avignon.

Charles Michel Guilbert d'Anelle, né à Paris le 21 novembre 1820 et mort à Pau le 21 juillet 1883, est un peintre français.

## Biographie
Charles Guilbert d'Anelle est l'élève d'Horace Vernet et de Paul Delaroche. Il réalise de nombreux portraits ainsi que des peintures d'Histoire. Il est nommé directeur de l'école de dessin d'Avignon. Il travaille également pour des maîtres verriers locaux pour la réfection de divers vitraux. Il meurt en 1889 et il est enterré au cimetière de Saint-Véran d'Avignon ; sur sa tombe est placé son buste en bronze sculpté par un de ses élèves Alphonse Guérin (1844-1868).

## Œuvres
Charles Guilbert d'Anelle décore avec l'assistance de son élève Charles Barbantan et sous la direction de l'architecte Pougnet, l'église abbatiale de Saint-Michel de Frigolet.